# ونسا کروگر
ونسا کروگر (انگلیسی: Vanessa Krüger؛ زادهٔ ۱۷ مارس ۱۹۹۱) هنرپیشه، و بازیگر سینما اهل آلمان است. وی از سال ۲۰۰۵ میلادی تاکنون مشغول فعالیت بوده‌است. او با کارگردانانی همچون زیگی روتموند همکاری داشته‌است.